# Stocznia Gdańska B191
Der Containerschiffstyp B191 (andere Schreibung auch B-191 oder B 191) der Stocznia Gdańska (Danziger Werft) wurde in einer Serie von sechs Einheiten gebaut.

## Einzelheiten
Es wurden ursprünglich sechs Schiffe der Baureihe B191 von der Schoeller Holdings bei der Werft Stocznia Gdanska in Danzig in Auftrag gegeben (Baunummern 191/1 bis 191/6). Tatsächlich gebaut wurden 1994 bis 1998 die Baunummern 191/1 bis 191/4 sowie 191/11 und 191/12. Die Schiffe kamen für Schoeller und andere deutsche Reedereien in Fahrt. Die von Schoeller georderten Einheiten 191/2 und 191/3 wurden beispielsweise noch vor ihrer Fertigstellung von der Ahrenkiel-Gruppe übernommen. Das ursprünglich als Cape Negro in Auftrag gegebene Schiff erhielt den Namen Masovia nach dem Königsberger Corps Masovia.

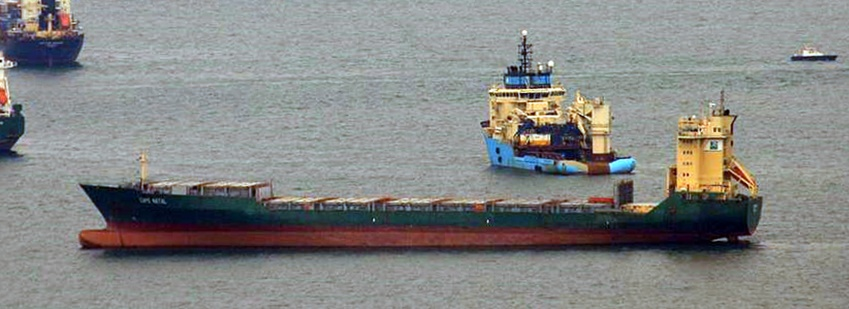
Seitenansicht der Cape Natal im Ballast

Die Containerschiffe mit weit achterem Deckshaus wurden in der Hauptsache im Containertransport auf Nebenstrecken und als Feederschiffe eingesetzt. Die Containerkapazität beträgt rund 1500 TEU, von denen 200 TEU Reefer gefahren werden können. Die Tragfähigkeit der Schiffe liegt bei 22.800 Tonnen. Der maximale Tiefgang der 175 Meter langen und etwa 27 Meter breiten Schiffe beträgt 10,5 Meter. Die Schiffe besitzen vier mit Pontonlukendeckeln verschlossene Laderäume und verfügen über kein eigenes Ladegeschirr.
Der Antrieb der Schiffe besteht aus einem in MAN B&W-Lizenz gebauten Zweitakt-Dieselmotor mit Leistungen von rund 16.000 kW. Der Motor wirkt direkt auf einen Festpropeller und ermöglicht eine Geschwindigkeit von gut 20 Knoten. Weiterhin stehen drei Hilfsdiesel des Typs Sulzer 6S20 H-2 CWF und ein Notdiesel-Generator zur Verfügung. Die An- und Ablegemanöver werden durch ein Bugstrahlruder unterstützt.

## Die Schiffe
| Stocznia Gdańska B191      | Stocznia Gdańska B191 | Stocznia Gdańska B191 | Stocznia Gdańska B191                             | Stocznia Gdańska B191                                                             | Stocznia Gdańska B191 |
| Bauname                    | Baunummer             | IMO-Nummer            | Kiellegung Stapellauf Ablieferung                 | Auftraggeber                                                                      | Umbenennungen und Verbleib |
| -------------------------- | --------------------- | --------------------- | ------------------------------------------------- | --------------------------------------------------------------------------------- | --- |
| Cape Natal                 | B191/1                | 9112894               | 8. Dezember 1994 19. Mai 1995 20. September 1995  | Schoeller Holdings, Limassol DS-Rendite-Fonds Nr. 43 GmbH & Co Containerschiff KG | 1996 Eagle Excellence, 2011 Cape Natal, 2012 C Natal, am 6. Oktober 2012 zur Verschrottung bei Kiran Shipbreaking Company in Alang auf Strand gesetzt |
| Cape Negro                 | B191/2                | 9112909               | 3. April 1995 18. August 1995 7. Dezember 1995    | Schoeller Holdings, Limassol                                                      | in Fahrt als Masovia, 2005 YM Izmir, 2008 Masovia, im Juni 2011 rettete das Schiff taiwanische Fischer, 2013 Emy, ab 13. April 2013 in Chittagong verschrottet                                                                                                 |
| Montania                   | B191/3                | 9117181               | 7. Februar 1996 23. August 1996 18. Dezember 1996 | Ahrenkiel Shipmanagement, Hamburg MS "Montania" Schiffahrtsgesellschaft           | 2004 YM Jakarta, 2006 Montania, 2009 Forever Prosperity, 2011 Prosper, 2022 Lucky Dragon, 2023 Lucky D, am 27. November 2023 in Chittagong zum Abbruch gestrandet.                                                                                             |
| Cape Norman                | B191/4                | 9121429               | 20. August 1997 30. Januar 1998 29. April 1998    | Dr. Peters DS Rendite-Fonds Nr 47 MS „Cape Norman“ GmbH & Containerschiff KG      | 1998 Maersk Ankara, 1999 Sea-Land Europe, 2001 Tiger Breeze, 2002 Cape Norman, 2002 Hong Kong Star, 2005 Cape Norman, 2005 YM Mumbai I, 2007 TS Kelang, 2008 Cape Norman, am 8. Januar 2013 zur Verschrottung bei Bansal Infracon in Mumbai auf Strand gesetzt |
| Cape North                 | B191/11               | 9134567               | 10. Februar 1998 15. Mai 1998 30. Juli 1998       | Schoeller Holdings, Limassol                                                      | in Fahrt als Maersk Skagen, 1999 Cape North, 2001 Tiger Pearl, 2003 Cape North, 2004 YM Genova II, 2007 Silver Bay, 2012 Ayo, am 14. November 2012 zur Verschrottung bei Bansal Infracon in Alang auf Strand gesetzt                                           |
| Cape Nati                  | B191/12               | 9134579               | 25. Mai 1998 18. September 1998 2. Dezember 1998  | Schoeller Holdings, Limassol                                                      | 1999 Sea Land Mediterranean, 2000 Cape Nati, 2001 Tiger Island, 2002 Cape Nati, 2003 Ningbo Star, 2005 Sunset Bay, ab 19. Februar 2013 bei Jiangmen Yinhu Ship Breaking Company in Xinhui verschrottet.                                                        |
| Quelle: Miramar Ship Index |                       |                       |                                                   |                                                                                   | |